# 세종 린스트라우스
세종 린스트라우스(영어: Sejong Lynn Strauss)는 대한민국 세종특별자치시 나성동 행정중심복합도시에 위치한 아파트 단지다.

## 같이 보기
- 세종특별자치시의 마천루 목록